# Смоляниновское городское поселение
Смоляниновское городско́е поселе́ние — городское поселение в Шкотовском районе Приморского края.
Административный центр — пгт Смоляниново.

## История
Статус и границы городского поселения установлены Законом Приморского края от 24 ноября 2004 года № 192-КЗ «О Шкотовском муниципальном районе».

## Население
| 2008  | 2009  | 2010  | 2011  | 2012  | 2013  | 2014  |
| ----- | ----- | ----- | ----- | ----- | ----- | ----- |
| 6600  | ↗6835 | ↘6715 | ↘6699 | ↘6663 | ↗6691 | ↘6685 |
| 2015  | 2016  | 2017  | 2018  | 2019  | 2020  | 2021  |
| ↗6715 | ↗6770 | ↘6758 | ↘6749 | ↘6715 | ↘6688 | ↘5297 |
| 2023  |       |       |       |       |       |       |
| ↘5234 |       |       |       |       |       |       |

## Состав городского поселения
В состав городского поселения входит один населённый пункт — пгт Смоляниново.

## Местное самоуправление
Администрация
Адрес: 692830, пгт. Смоляниново, ул. Маяковского, 4. Телефон: 8 (42335) 35-4-21
Глава администрации
- Ковальчук Сергей Александрович